# Gursarāi
Gursarāi är en ort i Indien.   Den ligger i distriktet Jhānsi och delstaten Uttar Pradesh, i den centrala delen av landet, 400 km sydost om huvudstaden New Delhi. Gursarāi ligger 183 meter över havet och antalet invånare är 25 191.
Terrängen runt Gursarāi är platt. Runt Gursarāi är det ganska tätbefolkat, med 207 invånare per kvadratkilometer. Gursarāi är det största samhället i trakten. Trakten runt Gursarāi består till största delen av jordbruksmark.